# Pribrezhnoe
Pribrezhnoe är en sjö i Antarktis. Den ligger i Östantarktis. Australien gör anspråk på området. Pribrezhnoe ligger 28 meter över havet.